# Lyon Olympique Universitaire
El Lió Olímpic Universitat o Lió OU és un club esportiu francès. El Racing Club de Lió va ser fundat en 1896. Es va convertir en l'Olímpic de la Universitat de Lió 1901. Inclou una secció de rugbi a XV, doble campió de França (1932 i 1933). L'equip juga actualment al Pro D2.